# FC Porto no futebol internacional

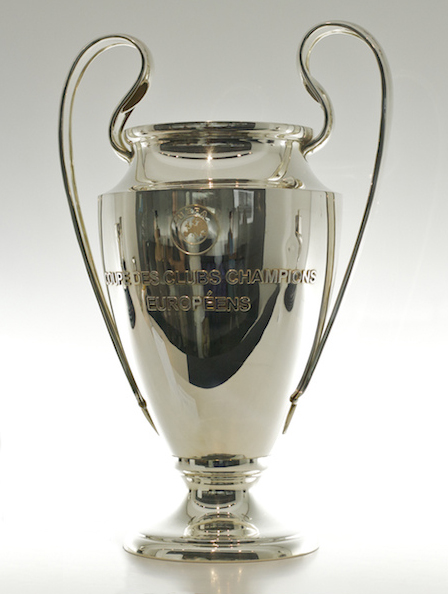
Taça dos Clubes Campeões Europeus (atual Liga dos Campeões), troféu que o FC Porto já venceu duas vezes, em 1987 e 2004.

O Futebol Clube do Porto é um clube desportivo da cidade do Porto, Portugal, onde se praticam diversas modalidades. O presente artigo é sobre o historial do clube nas competições internacionais de futebol.
O FC Porto é atualmente a equipa portuguesa com mais sucesso internacionalmente, tendo ganho dois títulos da Liga dos Campeões (em 1987, como Taça dos Campeões Europeus, e em 2004), dois títulos da Liga Europa da UEFA (em 2003, como Taça UEFA, e em 2011), uma Supertaça Europeia (em 1987) e duas Taças Intercontinentais (em 1987 e 2004), totalizando sete troféus internacionais. Além disso, foi vice-campeão da Taça das Taças em 1984, a sua primeira final europeia, e por 3 vezes da Supertaça Europeia, em 2003, 2004 e 2011.
O FC Porto participou pela primeira vez em competições internacionais em 1956, altura em que se classificou para a segunda época da Taça dos Campeões Europeus como vencedor do campeonato nacional. Saiu derrotado nos seus dois primeiros jogos contra o Athletic Club, sendo assim eliminado da competição. O Porto estreou-se então na Taça das Cidades com Feiras (não organizada pela UEFA) em 1962/63, na Taça das Taças em 1964/65 e nas edições inaugurais da Taça UEFA e da Liga dos Campeões em 1971/1972 e 1992/1993, respectivamente. O clube classificou-se para as competições da UEFA em todas as temporadas desde 1974/75, e divide o segundo lugar no número de presenças na fase de grupos da Liga dos Campeões, desde que a competição tem este nome, com o Bayern de Munique (27), uma a menos que o Barcelona e o Real Madrid.
Até ao sucesso na Taça dos Campeões Europeus de 1986/87, o Porto era o único dos "Três Grandes" sem conquistas internacionais (o Benfica tinha conquistado dois títulos consecutivos da Taça Campeões Europeus em 1961 e 1962, e o Sporting CP foi o vencedor da Taça das Taças em 1964). Como campeão europeu, o Porto disputou a Supertaça Europeia e a Taça Intercontinental, conquistando os dois troféus na estreia. Até à data, continua a ser a única equipa portuguesa a ter conquistado estes troféus e a Taça UEFA/Liga Europa.
Os treinadores mais bem sucedidos do Porto a nível internacional são Tomislav Ivić e José Mourinho, cada um com dois títulos. O antigo guarda redes internacional português e capitão do clube Vítor Baía detém o recorde de mais presenças em competições internacionais pelo clube (99), enquanto o avançado colombiano Radamel Falcao é o melhor marcador em competições internacionais, com 22 golos. Já o presidente do clube, Pinto da Costa, é o presidente do clube com mais títulos internacionais, sendo que todos os sete títulos foram ganhos durante a sua presidência, que dura desde 1982.
O FC Porto ocupa, no final da época 2024/25, a 18.ª posição no ranking de clubes da UEFA e a 65.ª posição no Ranking Mundial de Clubes da IFFHS.

## História

### As primeiras décadas no futebol internacional (1956–1977)
O FC Porto participou pela primeira vez em competições internacionais de clubes em 1956, altura em que disputou a segunda edição da Taça dos Campeões Europeus. A qualificação para esta competição (na altura disputada apenas entre os campeões nacionais das principais competições nacionais europeias) deu-se após a conquista do quarto título da Primeira Divisão. A estreia foi na eliminatória contra o então campeão espanhol Athletic Club. Na sua nova casa, o Estádio das Antas, o Porto perdeu o primeiro jogo por 2–1 e foi eliminado uma semana depois em Bilbao, após uma derrota por 3–2. O clube regressou a este torneio dois anos depois, mas caiu na mesma fase.
Depois de três temporadas sem se qualificar para as competições europeias, o Porto terminou o campeonato de 1961/62 em segundo lugar, garantindo a participação na Taça das Cidades com Feiras (não filiada à UEFA) pela primeira vez em 1962/63. A equipa foi derrotada na primeira eliminatória pelo Dínamo de Zagreb, que garantiu um empate na Jugoslávia depois de vencer em Portugal. A equipa voltou à competição na época seguinte, mas não conseguiu avançar novamente da primeira eliminatória.
A Taça das Taças era uma competição da UEFA aberta aos vencedores das taças nacionais (ou finalistas perdedores, se os vencedores já se tivessem classificado para a Taça dos Campeões). O FC Porto classificou-se para este torneio pela primeira vez em 1964/65, depois de perder a final da Taça de Portugal em 1964 contra o campeão Benfica. O Porto avançou da primeira eliminatória de uma competição europeia pela primeira vez, depois de uma vitória agregada por 4–0 sobre o Lyon, vencedor da Taça de França, mas foi eliminado na fase seguinte pelo Munique 1860. No final dessa época, o clube foi vice-campeão da primeira divisão e apurou-se para a Taça das Feiras do ano seguinte. O desempenho da equipa foi semelhante ao da campanha anterior: uma eliminação na primeira eliminatória de um clube francês (Stade Français) seguida por uma derrota na segunda ronda para um clube alemão (Hannover 96), que incluiu uma derrota por 5–0, na altura a mais pesada do FC Porto na Europa.
Em 1968, o clube conquistou a sua terceira Taça de Portugal e classificou-se para a Taças das Taças de 1968/69. Como nos anos anteriores, os portistas não conseguiram passar da segunda eliminatória, perdendo por um total de 4–1 para o Slovan Bratislava. A última participação do Porto na Taça das Feiras, em 1969/70, também terminou na segunda ronda, com uma derrota contra o campeão Newcastle United. Internamente, o clube terminou a liga em nono lugar, assim, não conseguindo qualificar-se para as competições europeias da temporada seguinte.
Após a paragem de um ano o clube classificou-se desta vez para a edição inaugural da Taça UEFA (competição que oficialmente substituiu a Taça das Feiras), mas a estreia contra o Nantes levou a outra saída prematura. O FC Porto voltou a este torneio em quatro das cinco temporadas seguintes e, logo na primeira dessas temporadas em 1972/73, o clube alcançou a terceira fase de uma competição europeia pela primeira vez, mas foi eliminado pelo Dínamo de Dresden. Na Taça UEFA de 1975/76, o Porto foi novamente eliminado na terceira fase, mas no processo derrotou o clube luxemburguês Avenir Beggen com um recorde do clube em casa (7–0) e resultados agregados (10–0). Em 1976/77, o Porto enfrentou o Schalke 04 na primeira fase da Taça UEFA, acabando por desperdiçar uma vantagem de 2–0 na segunda mão, ao sofrer três golos nos últimos 15 minutos, o que resultou na sua eliminação.

### Primeira final (1977–84)
Com José Maria Pedroto ao comando técnico da equipa principal, o FC Porto venceu o Braga na final da Taça de Portugal de 1977, feito esse que garantiu a participação do clube na Taça das Taças de 1977/78. Depois de ultrapassar o Köln na primeira eliminatória, o Porto defrontou o Manchester United pela primeira vez em competições internacionais de clubes. As reações ao sorteio da segunda eliminatória previam uma tarefa fácil para a equipa inglesa, mas os portistas surpreenderam os seus visitantes e a Europa com uma vitória por 4–0. Em Old Trafford, o Manchester United pressionou muito e até se beneficiou com dois autogolos por parte dos jogadores da equipa portuguesa, mas a sua vitória por 5–2 foi insuficiente para evitar uma eliminação chocante. Pela primeira vez nos quartos de final, o Porto sai derrotado pelo eventual vencedor da competição, o Anderlecht.
Após 19 anos sem vencer o campeonato, o FC Porto termina a seca ao vencer a Primeira Divisão de 1977/78, garantindo, assim, o seu retorno à Taça dos Campeões Europeus, onde logo cedo na primeira eliminatória sofre a sua derrota mais pesada nas competições europeias: 6–1 contra o AEK Atenas. Com a conquista do bicampeonato, o clube assegura novamente presença na Taça dos Campeões Europeus. Os portistas eliminaram o Milan na primeira fase, com uma vitória por 1–0 na segunda mão em San Siro, e avançaram para a disputa da segunda eliminatória com o Real Madrid. Dois golos de Fernando Gomes garantiram uma vitória em casa por 2–1 para o Porto, mas o golo do Real provou ser crucial para garantir a sua qualificação pela regra de golos fora de casa, após uma vitória por 1–0 em Madrid. O clube passou as cinco temporadas seguintes a competir na Taça UEFA ou na Taça das Taças. Nas edições da Taça UEFA de 1980/81 e 1982/83, o Porto foi eliminado na segunda eliminatória pelo Grasshoppers e pelo Anderlecht, respectivamente. Nesse meio tempo, o clube foi para chegou às quartas-de-final da Taça das Taças de 1981/82, onde foi derrotado pelo eventual vice-campeão Standard Liège.

"Simplesmente não fomos bons o suficiente contra o Porto"

Alex Ferguson, no rescaldo após a derrota na semifinal da Taça das Taças de 1983/84.
O FC Porto perdeu a final da Taça de Portugal em 1983 para o campeão Benfica, o que permitiu a sua participação na Taça das Taças de 1983/84, como finalista derrotado. Deixando para clubes como o Dinamo Zagreb, o Rangers e o Shakhtar Donetsk, a equipa portista chega à sua primeira semifinal europeia. O sorteio da competição juntou o Porto ao campeão Aberdeen, dirigido por Alex Ferguson. Levando uma vantagem de 1–0 para Pittodrie, o Porto resistiu à pressão ofensiva dos adversários. Aos 76 minutos, Vermelhinho marcou o único golo da partida, que confirmou a vaga da equipa na sua primeira final europeia.
O feito foi recebido com tanto entusiasmo que o avião que transportava a equipa de volta para a cidade do Porto não conseguiu aterrar porque a pista tinha sido invadida por adeptos. A final frente à Juventus foi disputada no antigo Estádio St. Jakob, em Basileia, onde os adeptos portugueses eram uma minoria. Os italianos eram os favoritos e começaram bem, passando para a frente no marcador com um golo apontado por Beniamino Vignola aos 13 minutos. Dezassete minutos depois, António Sousa empatou para o Porto, mas a equipa portuguesa não conseguiu evitar que Zbigniew Boniek marcasse o golo da vitória da Juventus pouco antes do intervalo. Apesar da derrota, esta final foi um trampolim para o crescimento da reputação do clube internacionalmente.

### Primeiras conquistas internacionais (1984–87)
A vitória na final da Taça de Portugal de 1984 garantiu o retorno do Porto à Taça das Taças em 1984-85, mas foi surpreendentemente eliminado na primeira fase pelo Wrexham, vice-campeão da Taça de Gales. Em janeiro de 1985, depois de deixar o emprego por problemas de saúde, Pedroto faleceu, sendo sucedido pelo seu aprendiz Artur Jorge. O FC Porto venceu a Primeira Liga de 1984/85 e classificou-se para a Taça dos Campeões Europeus de 1985/86, onde começo por derrotar o Ajax, na altura comandado por Johan Cruyff e com jogadores como Ronald Koeman, Frank Rijkaard e Marco van Basten. O Porto enfrentou o Barcelona na fase seguinte mas, após uma derrota por 2–0 em Camp Nou, nem mesmo um hat-trick de Juary na vitória em casa por 3–1 foi suficiente para evitar a eliminação pela regra de golos fora de casa.

O Porto, vencedor da Primeira Divisão em 1985/86, conquistou novamente um lugar na Taça dos Campeões Europeus de 1986/87. A equipa portista começou por enfrentar o Rabat Ajax, de Malta, na primeira eliminatória, mas teve de jogar o seu jogo "em casa" fora do Estádio das Antas (em Vila do Conde), porque o relvado estava a ser rebaixado para aumentar a capacidade do estádio. Algo que não impossibilitou o Porto de impor a sua maior vitória nas competições europeias sobre o clube maltês, 9-0 no estádio "emprestado" pelo Rio Ave. Na segunda eliminatória, defrontou o campeão checoslovaco TJ Vítkovice, onde superou a derrota na primeira mão por 1–0, em Ostrava, com uma vitória em casa por 3–0. Em seguida, eliminou o Brøndby, da Dinamarca, e avançou pela primeira vez para a semifinal da Taça dos Campeões Europeus, onde defrontou o Dínamo de Kiev. Os soviéticos eram considerados fortes favoritos para progredir, mas o Porto venceu as duas mãos com um agregado de 2–1 e confirmou a sua segunda final europeia em quatro temporadas.

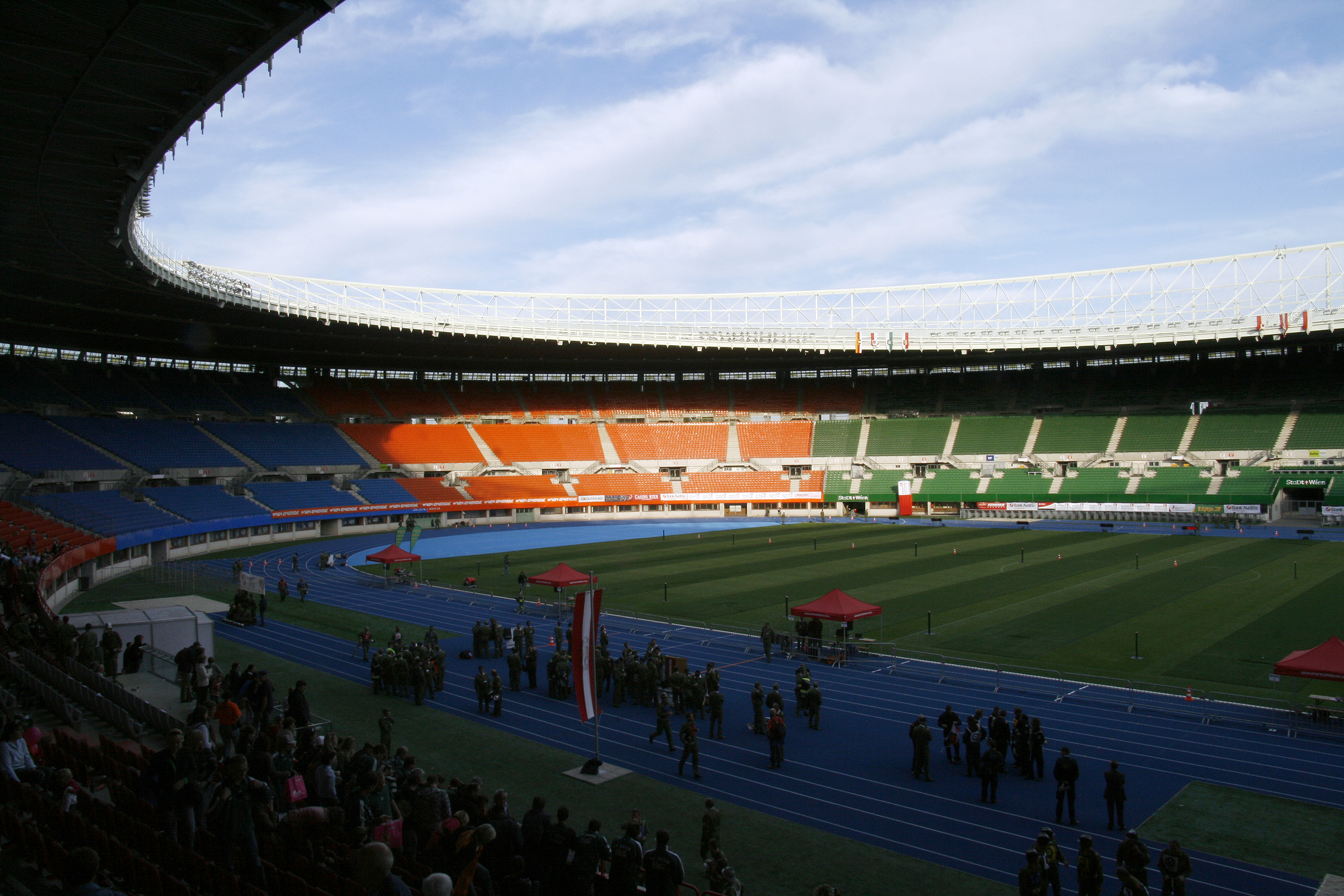
Ernst-Happel-Stadion, anteriormente conhecido como Praterstadion, recebeu a final da Taça dos Campeões Europeus de 1987.

Entre a equipa portuguesa e o título europeu estava o tricampeão Bayern de Munique, que eliminou o Real Madrid na outra semifinal e tinha as chances a seu favor. Além disso, o defesa central Lima Pereira e o avançado Fernando Gomes sofreram lesões na perna e foram considerados inaptos para jogar. Com a final marcada para o Praterstadion de Viena, o apoio da equipa da Baviera superou em muito o do Porto. O Bayern assumiu a liderança aos 26 minutos através de Ludwig Kögl e garantiu-a até aos 77 minutos, quando o golo do empate de Rabah Madjer tornou-se um dos golos mais memoráveis em finais da Taça dos Campeões Europeus. Três minutos depois, Madjer fez o cruzamento para o golo decisivo de Juary. Esta vitória foi festejada em Portugal e elogiada pela imprensa europeia, que destacou o ressurgimento do FC Porto na segunda parte e os contributos fundamentais de Madjer, Juary e Paulo Futre para o sucesso da equipa.
Tendo testemunhado os seus rivais de Lisboa erguerem troféus europeus na década de 1960 (as vitórias consecutivas do Benfica na Taça dos Campeões Europeus em 1961 e 1962, e a conquista da Taça das Taças pelo Sporting em 1964), esta vitória fez com que o Porto deixasse de ser o único clube dos "Três Grandes" de Portugal sem títulos internacionais.

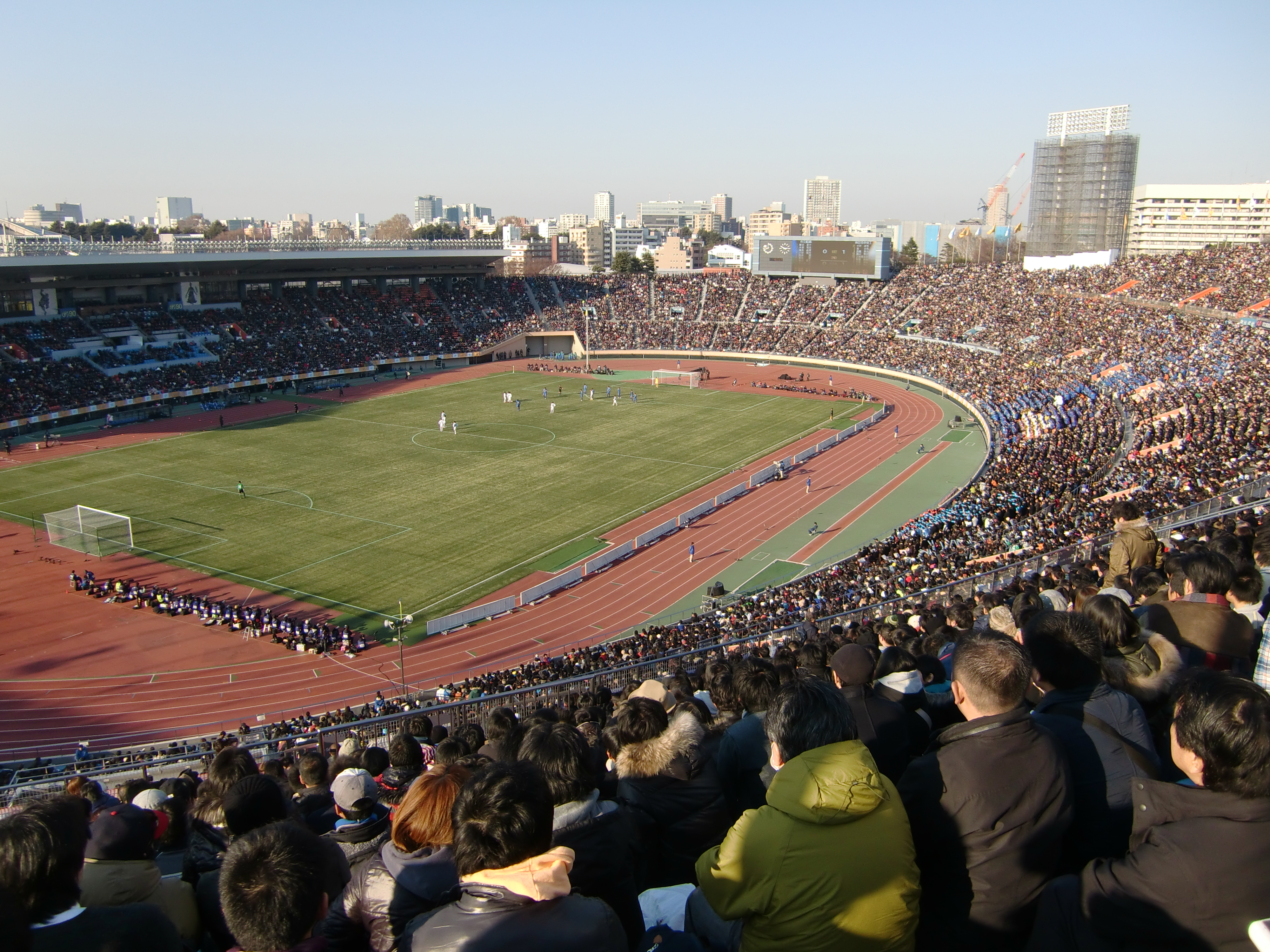
O Estádio Nacional do Japão foi o palco da primeira vitória do Porto na Taça Intercontinental de 1987.

Logo após a final, Artur Jorge deixou o clube para treinar a equipa Matra Racing, 13º colocado no campeonato francês de 1986/87, sendo substituto por Tomislav Ivić. Como vencedor da Taça dos Campeões Europeus, o Porto disputou a Supertaça Europeia de 1987 contra o Ajax, detentor da Taça das Taças de 1986/87. O Porto venceu a primeira mão por 1–0 em Amesterdão e, dois meses depois, repetiu o resultado em casa, tornando-se no primeiro campeão português desta competição. Neste intervalo de dois meses, a equipa portista viajou até ao Japão para disputar a Taça Intercontinental de 1987 contra o vencedor da Copa Libertadores de 1987, o Peñarol do Uruguai. Uma forte tempestade de neve atingiu Tóquio no dia do jogo, o que quase forçou o seu adiamento. Apesar das más condições climatéricas, o jogo seguiu em frente. O FC Porto chegou à vantagem pouco antes do intervalo, mas concedeu o empate nos minutos finais da segunda parte. No prolongamento, depois de um chuto do meio-campo de Madjer, a bola caiu na neve a poucos metros da linha da baliza, mas com ímpeto suficiente para rolar para o golo e assim garantir o primeiro título da Taça Intercontinental do Porto (e de Portugal).

### Regularidade nas competições europeias (1987–2002)
Como campeão, o FC Porto classificou-se automaticamente para a Taça dos Campeões Europeus de 1987/88, mas o sucesso da temporada anterior não foi replicado, sendo logo eliminado na segunda fase pelo Real Madrid. Mesmo com a conquista de dois títulos internacionais no fim do ano de 1987 e da dobradinha nacional na época em questão, Ivić opta por sair do clube, resultando no retorno de Artur Jorge no início da temporada de seguinte. Na Taça dos Campeões Europeus de 1988/89, o Porto foi eliminado pelo campeão, PSV Eindhoven, após uma derrota por 5–0 fora de casa. Terminando em segundo lugar na Primeira Liga de 1988/89, o Porto entrou na Taça UEFA de 1989/90, sete anos após a sua última participação, tendo eliminado o Flacăra Moreni da Roménia e o Valência antes de cair na terceira fase para o Hamburgo.
No seu retorno à Taça dos Campeões Europeus em 1990/91, o Porto iniciou a sua campanha com os campeões da Irlanda do Norte, Portadown (13–1 no total, incluindo a maior vitória do clube fora de casa em competições europeias por 8–1) e o Dinamo București (4–0). Nos quartos de final, eles enfrentaram o Bayern de Munique pela primeira vez desde a final de 1987. Depois de garantir um empate por 1–1 em Munique, o Porto foi eliminado com uma derrota por 2–0 em casa. O Porto entrou na Taça das Taças de 1991/92 após a conquista da sua sétima Taça de Portugal, em 1991, mas a sua campanha terminou na segunda eliminatória contra o Tottenham. Na temporada 1992/93, a UEFA renomeou a Taça dos Campeões Europeus para Liga dos Campeões da UEFA e confirmou a introdução de uma fase de grupos, testada na temporada anterior.

Para além de 1994/95, quando competiu pela última vez na Taça das Taças, saindo eliminado nos penaltis o Sampdoria, o Porto esteve presente em todas as edições da "nova" Liga dos Campeões, desde a sua época de fundação até 1999/00. Na primeira edição, o Porto superou duas eliminatórias para chegar à fase de grupos, onde enfrentou o IFK Göteborg, o Milan e o PSV Eindhoven. Duas vitórias em seis partidas resultaram num terceiro lugar no grupo e na impossibilidade de avançar para a final (acessível apenas para os vencedores dos dois grupos). Na temporada seguinte, a equipa portista foi sorteada num grupo com Anderlecht, Werder Bremen e Milan. Após alcançar o segundo lugar desse grupo, impulsionado pela vitória fora de casa por 5–0 contra os alemães, o Porto garantiu a presença na semifinal contra o Barcelona, mas o sonho portista acabou mesmo em Camp Nou, com uma vitória por 3–0 para o clube catalão. A participação na Liga dos Campeões de 1995/96 durou pouco, com o Porto a terminar fora dos dois primeiros lugares do grupo.

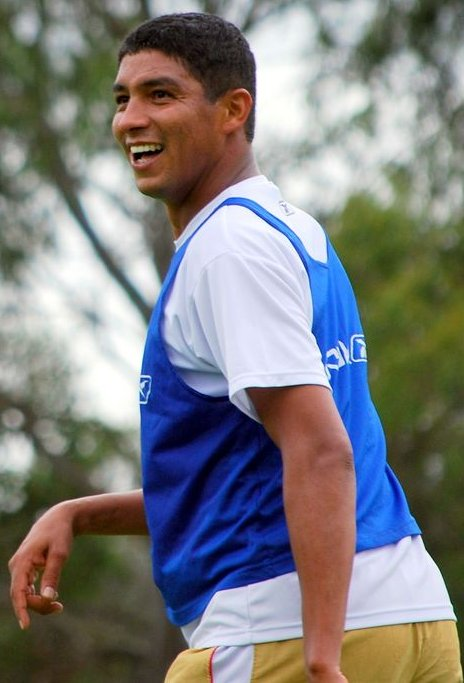
Mário Jardel, ex-avançado portista. No final da década de 1990, marcou 19 golos em 32 partidas europeias.

Na temporada seguinte, o FC Porto, pela terceira vez nas quatro participações no novo formato da Liga dos Campeões, é colocado no mesmo grupo do Milan. Não tendo conseguido vencer os italianos nos encontros anteriores, o Porto estava prestes a sofrer outra derrota em San Siro; embora abrisse o marcador por intermédio de Artur, já perdia para o Milan por 2–1 a 20 minutos do final. Contudo, dois golos de Mário Jardel viraram o marcador e selaram a vitória portista. Juntando às vitórias sobre IFK Göteborg e Rosenborg, o clube terminou o grupo na primeira posição, mas seria já eliminado nos quartos de final, depois de uma derrota fora de casa por 4–0 frente ao Manchester United. O Porto não passou da fase de grupos das duas temporadas subsequentes da Liga dos Campeões, ficando em último em 1997/98 e em terceiro lugar em 1998/99.
O clube voltou aos trilhos na temporada 1999/2000, superando duas fases de grupos consecutivas para enfrentar o Bayern de Munique nos quartos de final. Depois de empatar 1–1 em Portugal, o Bayern assumiu a liderança no início da segunda mão. Mesmo conseguindo empatar aos 88 minutos, a equipa viu os alemães marcarem o golo da vitória no minuto seguinte. O Sporting venceu a Primeira Liga de 1999/00, acabando com as chances do Porto conquistar o sexto título consecutivo. Como vice-campeão, o Porto teve de passar por uma pré-eliminatória para chegar à fase de grupos da Liga dos Campeões de 2000/01. No entanto, uma derrota contra o Anderlecht significou a eliminação e consequente transferência para a Taça UEFA daquela temporada, onde foi derrotado nos quartos de final pelo eventual vencedor, o Liverpool.
Tendo perdido o título da liga da temporada de 2000/01 para os rivais da cidade, Boavista, o Porto teve que começar a sua participação na Liga dos Campeões de 2001/02 na segunda fase de qualificação. Para chegar à primeira fase de grupos, onde terminaram em segundo lugar, atrás da Juventus, a equipa portuguesa derrotou os galeses do Barry Town e o Grasshoppers. Na segunda fase de grupos, o Porto registou quatro derrotas em seis jogos, ocupando, assim, a última posição. O clube encerrou o campeonato no terceiro lugar, mesmo atrás das vagas de qualificação para a Liga dos Campeões. A meio da temporada, o Porto despediu o treinador Octávio Machado e contratou o português José Mourinho, de 38 anos, que levou o Leiria ao melhor resultado de sempre na Primeira Liga.

### Regresso às glórias internacionais (2002–04)
Colocado em quinto lugar na Liga, o FC Porto consolidou o seu desempenho após a chegada de Mourinho e registou 11 vitórias e 2 derrotas nos últimos 15 jogos, o que ajudou a subir para o terceiro lugar e, consequentemente, qualificar-se para a Taça UEFA de 2002/03. A equipa avançou nas primeiras quatro rondas com vitórias convincentes, sofrendo apenas uma derrota contra os franceses do Lens, só que na primeira mão dos quartos de final, o Porto foi surpreendido com uma derrota em casa por 1–0 para o Panathinaikos. Em Atenas, Derlei marcou aos 16 minutos para empatar a eliminatória, e acrescentou um segundo golo na primeira parte do prolongamento para levar o Porto às meias finais.

Enfrentando a Lazio em casa na primeira mão, o Porto sofreu um golo de Claudio López, mas o empate chega mesmo poucos minutos depois. O golo de Maniche desencadeou uma forte exibição ofensiva da equipa portuguesa, que marcou mais três golos e garantiu uma vantagem significativa para a segunda mão. Em Roma, um empate a zeros confirmou a presença do clube na sua terceira final das principais competições europeias, a primeira desde a vitória na Taça dos Campeões de 1987. O seu adversário era o Celtic, que eliminou o Boavista na outra meia-final para avançar para a sua primeira final europeia desde 1970.

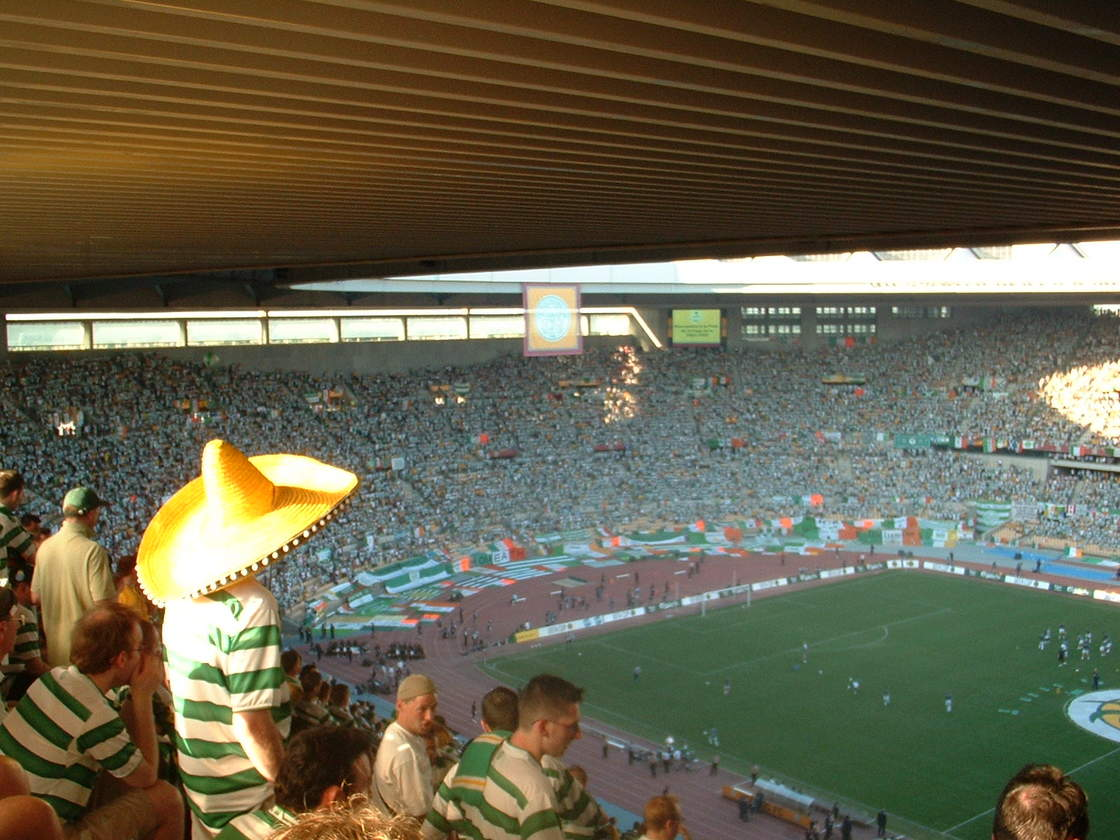
Adeptos do Celtic no Estádio Olímpico de Sevilha, palco da Final da Taça UEFA de 2003

Programada para 21 de maio de 2003 no Estádio Olímpico de Sevilha, a final da Taça UEFA de 2003 aconteceu sob um calor intenso, que não dissuadiu uma multidão de 53 000 adeptos, principalmente a favor da equipa escocesa. Uma primeira parte conturbada estava a aproximar-se do intervalo quando, durante os descontos, Derlei colocou o Porto na frente. Logo após o início da segunda parte, Henrik Larsson cabeceou para o golo do empate do Celtic, mas Dmitri Alenichev restaurou a vantagem do Porto alguns minutos depois. Larsson voltou a igualar o placar, levando o jogo a prolongamento. Apesar da expulsão de Baldé na primeira parte do prolongamento, o Celtic aguentou-se até aos 115 minutos, altura em que Derlei interceptou um remate e bateu o guarda redes para fazer o golo da vitória. O seu 12º golo na competição confirmou-o como melhor marcador (à frente de Larsson), e inscreveu o Porto (e Portugal) na lista dos vencedores da Taça UEFA, pela primeira vez. Com o seu primeiro título da Primeira Liga em quatro anos matematicamente confirmado duas semanas antes da final de Sevilha, Mourinho, em seguida, levou o Porto à vitória na Taça de Portugal contra o seu clube anterior, Leiria, celebrando o triplete.

No final de agosto, o FC Porto deu início à sua temporada europeia de 2003/04 com uma derrota na Supertaça de 2003 contra o Milan, vencedor da Liga dos Campeões em 2002/03. Duas semanas depois, começou a campanha da Liga dos Campeões de 2003/04 e o sorteio juntou a equipa portista num grupo que incluía Real Madrid, Marselha e Partizan. O Porto classificou-se para a fase a eliminar como segundo classificado do grupo, atrás do Real Madrid, equipa contra a qual sofreu a sua única derrota na fase de grupos. O sorteio para os oitavos de final juntou o Porto ao Manchester United, com a primeira mão a decorrer em Portugal, onde o Porto venceu por 2–1 com golos de Benni McCarthy. Em Old Trafford, Paul Scholes colocou os ingleses na frente na partida. À beira da eliminação, pela regra dos golos fora, a equipa portuguesa ganhou uma cobrança de falta aos 90 minutos. O pontapé de McCarthy foi inicialmente bloqueado perto da linha da baliza pelo guarda redes Tim Howard, mas Costinha recuperou a bola e concretizou o empate que levou o clube à fase seguinte. Nos quartos de final, a equipa superou o Lyon, garantindo a presença nas semifinais da Liga dos Campeões pela primeira vez desde 1994, onde enfrentou o Deportivo de La Coruña, responsável pela eliminação de forma convincente dos finalistas da temporada anterior (Juventus e Milan). Um jogo da primeira mão sem golos em Portugal adiou a decisão para o Estádio Riazor, onde foi confirmada a segunda final consecutiva nas duas competições mais importantes a nível europeu, após a conversão de um pontapé de grande penalidade por Derlei.

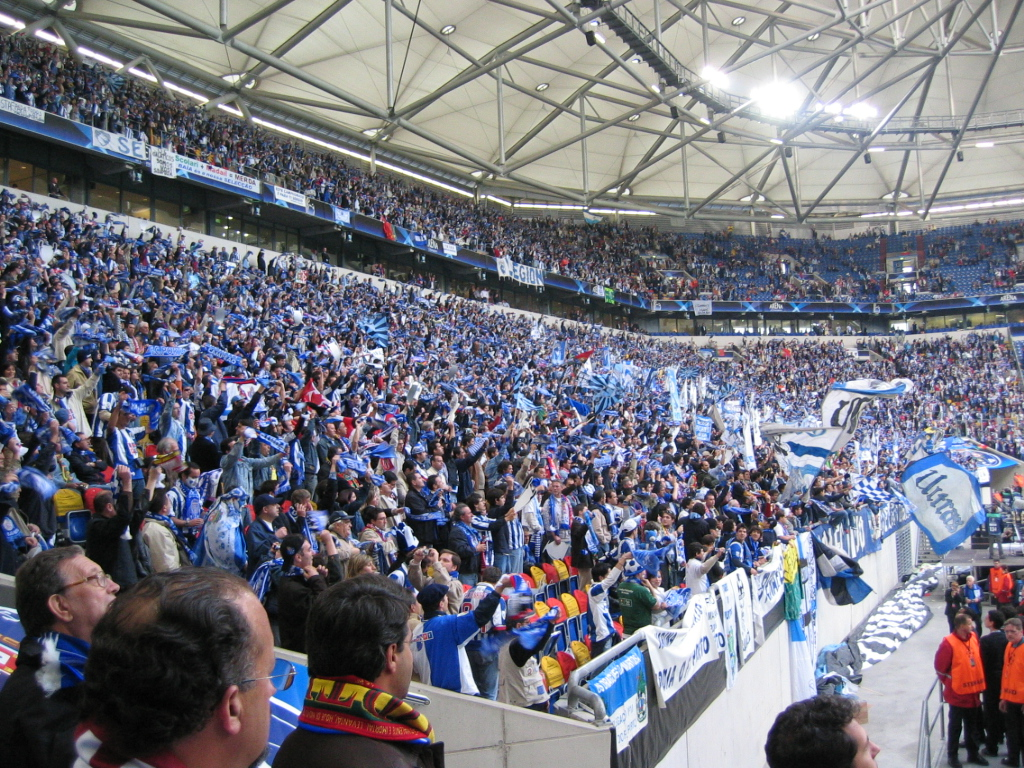
Adeptos do Porto na Arena AufSchalke, palco da Final da Liga dos Campeões da UEFA de 2004

A Arena AufSchalke, em Gelsenkirchen, estádio escolhido para sediar a final entre o FC Porto e o AS Monaco (equipa que havia eliminado o Real Madrid e o Chelsea), proporcionou um dos resultados mais desequilibrados nas finais da Taça dos Campeões Europeus e da Liga dos Campeões. Apesar da derrota por 3–0, o Mónaco foi a equipa que entrou melhor no jogo, pressionando bem e até mesmo criando algumas situações de perigo na grande área do Porto por iniciativa do capitão Ludovic Giuly, que acabaria por ser substituído a meio da primeira parte devido a lesão. Aos 38 minutos, Carlos Alberto abriu o marcador para o FC Porto, mas nem isso impediu o Mónaco, já sem o seu capitão Giuly, de criar chances na segunda parte. Mas os "Dragões" consolidaram a conquista desta competição pela segunda vez, com golos de Alenichev e Deco nos minutos 71 e 75, respectivamente, tornando-se assim na segunda equipa a ganhar a Taça UEFA/Liga Europa e a Taça dos Campeões Europeus/Liga dos Campeões em temporadas consecutivas, depois das vitórias do Liverpool na Taça UEFA de 1975/76 e na Taça dos Campeões Europeus de 1976/77.
O sucesso na Liga dos Campeões foi um duro golpe para a equipa, que viu jogadores importantes e o seu influente técnico (Mourinho foi apresentado como o novo treinador do Chelsea uma semana após a final) a serem contratados por clubes das melhores ligas europeias. Para substituir Mourinho, o Porto contratou Luigi Delneri, mas o italiano foi despedido antes de sequer dirigir a equipa em jogos oficiais, sendo o seu lugar seria ocupado por Víctor Fernández, que também não teve o melhor dos inícios ao levar o clube à segunda derrota (2–1 com o Valência) em dois anos na Supertaça Europeia. Ainda nesse ano, o Porto regressou ao Japão para disputar a última edição da Taça Intercontinental, quase duas décadas após o seu primeiro triunfo. Apesar do domínio sobre o Once Caldas (da Colômbia) no tempo regular mais o prolongamento, não foi possível evitar a disputa de penaltis, tendo sido necessários 18 pontapés na marca de grande penalidade para decidir a partida a favor do Porto e dar ao clube o seu segundo nesta competição.

### Transição pós-Mourinho (2005–11)
Tendo classificado automaticamente para a competição como detentor do título, o FC Porto foi sorteado na fase de grupos da Liga dos Campeões juntamente com o Chelsea, o que significou o regresso do antigo treinador ao Estádio do Dragão. No último jogo da fase de grupos, a equipa portuguesa, que precisava da vitória para passar, recebe os londrinos em casa. O golo de Damien Duff no minuto 33 colocava o Porto em risco de se tornar o primeiro campeão a não classificar-se para de mata-mata, mas golos de Diego e McCarthy salvaram os portistas de uma eliminação prematura na competição. No entanto, os campeões em título foram posteriormente eliminados nos oitavos de final, depois de perder por 4–2 no total contra o Inter. Esta eliminação foi o suficiente para o técnico portista Fernández ser substituído por José Couceiro, em fevereiro de 2005.

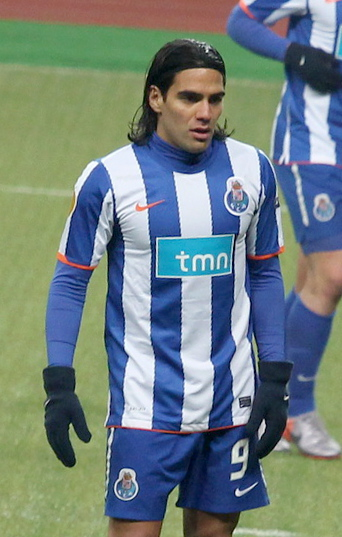
Radamel Falcao, maior artilheiro do clube em competições internacionais de clubes com 22 golos.

Apesar da instabilidade de treinadores e dos fracos desempenhos nos jogos da Liga Portuguesa, o FC Porto terminou-a em segundo lugar e garantiu a qualificação para a fase de grupos da Liga dos Campeões de 2005/06. O técnico holandês Co Adriaanse foi nomeado o novo técnico para a temporada 2005/06 e, embora a sua equipa tenha apresentado resultados em Portugal, conquistando a dobradinha nacional, decepcionou na Liga dos Campeões, já que o Porto terminou em último do seu grupo, com uma vitória e três derrotas nos seis jogos. Em reação à demissão de Adriaanse no verão de 2006, o clube contratou o experiente técnico Jesualdo Ferreira, do Boavista. O Porto classificou-se no grupo da Liga dos Campeões com os mesmos pontos do Arsenal, mas atrás no confronto direto. Emparelhado com o Chelsea nos oitavos de final, o Porto empatou no jogo da primeira mão em Portugal, mas foi eliminado com uma derrota por 2–1 em Londres.
O FC Porto conquistou três títulos consecutivos na Primeira Liga com Jesualdo Ferreira, garantindo a sua presença nas três temporadas subsequentes da Liga dos Campeões. Em 2007/08, o Porto caiu novamente nos oitavos de final, perdendo para o Schalke 04 na disputa de grandes penalidades. Nos oitavos de final da temporada seguinte, eliminou o Atlético de Madrid por golos fora de casa e avançou para os quartos de final com o Manchester United. O empate a dois golos em Manchester deu ao Porto a vantagem na eliminatória, mas um golo de Cristiano Ronaldo nos primeiros minutos da segunda mão encerrou a sua campanha europeia. A temporada 2009/10 da Liga dos Campeões foi a última de Jesualdo Ferreira no comando do Porto e, como nos anos anteriores, ele guiou a equipa com sucesso na fase de grupos. Nos oitavos de final, uma vitória em casa por 2–1 sobre o Arsenal foi ofuscada por uma derrota por 5–0 em Londres, que incluiu um hat-trick de Nicklas Bendtner.

Internamente, o Porto não conseguiu conquistar o quinto título consecutivo da Liga e o terceiro lugar excluiu a equipa de competir na Liga dos Campeões de 2010/11. No entanto, a vitória na final da Taça de Portugal confirmou a entrada do clube no play-off da Liga Europa 2010/11. Jesualdo Ferreira deixou o cargo no final da temporada 2009/10 e foi substituído por André Villas-Boas, um ex-assistente de Mourinho no Porto, Chelsea e Inter. Numa única temporada, Villas-Boas levou a equipa a um recorde de quatro títulos, incluindo a vitória na Liga Europa de 2010/11.

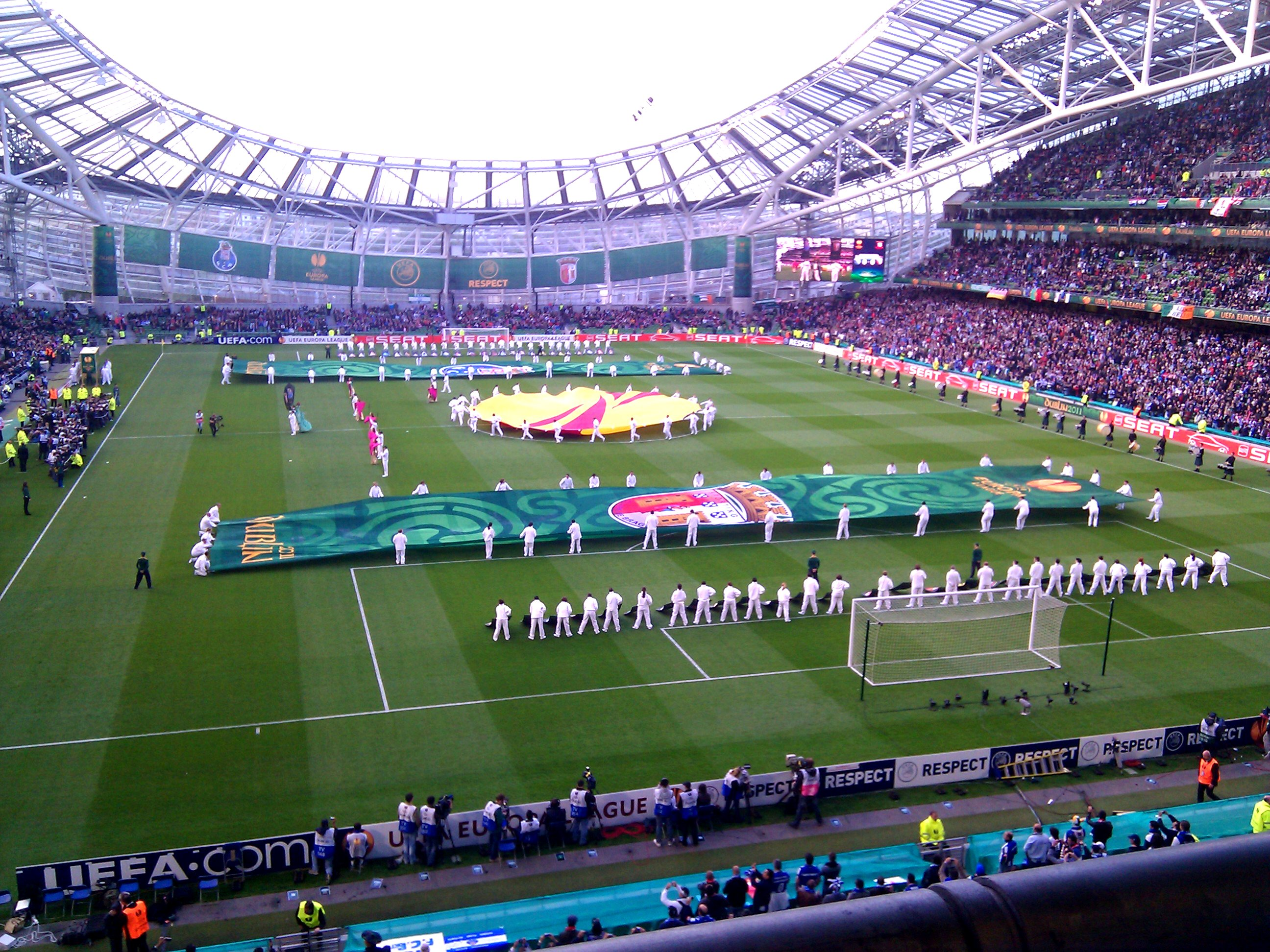
O Estádio Aviva, em Dublin, acolheu a final da Liga Europa de 2011 (cerimónia de abertura na foto).

A campanha triunfante começou na fase de repescagem, onde ultrapassou os belgas do Genk e chegou à fase de grupos. O Porto liderou o grupo invicto, perdendo apenas pontos para o Beşiktaş. Nos dezasseis avos de final, apesar da derrota em casa na segunda mão, eliminou o Sevilla e, na fase seguinte, venceu nas duas mão contra os russos do CSKA Moscovo. Nos quartos de final, duas exibições prolíficas, que incluíram um hat-trick de Radamel Falcao, selaram uma vitória agregada de 10–3 contra outro clube moscovita, desta vez o Spartak Moscovo. Nas semifinais, Falcao foi ainda melhor e marcou quatro golos numa vitória de 5–1 na primeira mão contra o Villarreal, que confirmou a quarta grande final europeia do clube. A final de Dublin foi disputada exclusivamente por equipas portuguesas entre o Porto e o rival SC Braga. Contrastando com os jogos anteriores na competição, o desempenho do Porto foi mais contido, mas a vitória foi garantida com um único golo de Falcao, que se tornou o melhor marcador da competição.

### Regularidade na Liga dos Campeões (2011–presente)
Em junho de 2011, Villas-Boas deixou o Porto para se tornar treinador do Chelsea. Da sua equipa técnica apenas ficou o treinador adjunto, Vítor Pereira, que de imediato assumiu o cargo. O seu primeiro jogo europeu foi contra o Barcelona pela Supertaça Europeia de 2011, só que, depois de perder por 2–0, O FC Porto saiu pela terceira vez como vice-campeão da competição. Nessa época de 2011/12, o clube não conseguiu passar da fase de grupos da Liga dos Campeões, depois de sofrer derrotas para o APOEL e o Zenit São Petersburgo. Transferido para os oitavos de final da Liga Europa, o atual campeão foi eliminado pelo Manchester City com uma derrota agregada por 6–1.
Como vencedor da Primeira Liga de 2011/12, o FC Porto garantiu o seu retorno à Liga dos Campeões na temporada seguinte. Depois de terminar em segundo num grupo que continha o Paris Saint-Germain, Dinamo Zagreb e Dínamo Kiev, o clube classificou-se para os oitavos de final, onde enfrentou o estreante Málaga. Incapaz de aproveitar a vantagem de 1–0 na primeira mão, a equipa portuguesa perdeu por 2–0 no Estádio La Rosaleda e foi eliminado. A terceira presença automática consecutiva na fase de grupos da Liga dos Campeões foi garantida com a conquista do tricampeonato. Depois de terminar em terceiro no grupo, atrás do Atlético Madrid e Zenit Saint Petersburg, o Porto foi uma vez mais "rebaixado" à Liga Europa, onde seria eliminado nos quartos de final pelo eventual vencedor Sevilla.
O FC Porto fracassou no quarto título consecutivo da liga ao terminar em terceiro na Primeira Liga de 2013/14 e, portanto, teve que passar pelo play-off da Liga dos Campeões da temporada seguinte, no qual superou os franceses do Lille para chegar à fase de grupos. Nesta fase, o Porto registou a sua maior vitória nesta competição ao bater o BATE Borisov por 6–0 no Estádio do Dragão, resultado esse que, somando dois empates contra o Shakhtar Donetsk e duas vitórias sobre o Athletic Club, garantiu o primeiro lugar no grupo. A equipa então eliminou o Basel para chegar aos quartos de final pela primeira vez desde 2008/09. O Porto recebeu os campeões alemães, Bayern de Munique, na primeira mão e conseguiu uma vitória surpreendente por 3–1, com golos de Ricardo Quaresma e Jackson Martínez. Uma semana depois, em Munique, o Porto foi eliminado após perder por 6–1, números que igualaram a derrota fora de casa mais pesada na história do clube
Sagrar-se vice-campeão na Primeira Liga rendeu a quinta participação consecutiva do FC Porto na fase de grupos da Liga dos Campeões em 2015/16. Depois de um início positivo, as derrotas nas duas últimas partidas frente ao Dínamo de Kiev e ao Chelsea relegaram o clube aos dezasseis avos de final da Liga Europa, onde foi eliminado pelo Borussia Dortmund. Na edição seguinte, o FC Porto ficou em segundo lugar na fase de grupos, apenas atrás do inglês Leicester, carimbando a presença nos oitavos de final, onde acabaria por perder num agregado de 3–0 contra um dos eventuais finalistas, a Juventus.
Em 2017/18, depois de um período de maus resultados em competições nacionais, o clube aponta Sérgio Conceição como treinador da equipa principal, que leva a equipa qualificar-se novamente para os oitavos de final, o Porto defrontaria outro inglês, o Liverpool, para quem perdeu 5–0 na primeira mão (igualando as suas derrotas mais pesadas em casa, contra Hannover 96, PSV Eindhoven, Arsenal e Liverpool) e empatou 0–0 na segunda. No final dessa época, Conceição consolida a conquista do primeiro troféu em 4 anos, a Liga Portuguesa, que deu vaga direta para o Porto na Liga dos Campeões de 2018/19. Pela terceira vez seguida na fase de mata-mata, totalizando 5 vitórias e 1 empate no seu grupo, o Porto foi a Itália para defrontar a Roma, perdendo por 2–1 na primeira mão. No jogo de volta, em casa, conseguiram vingar o resultado fora de casa com uma vitória por 3–1 contra os italianos. Na fase seguinte voltaram a encontrar a equipa que os havia eliminado na edição passada, o Liverpool, desta vez num resultado agregado de 6–1.
O segundo lugar na Primeira Liga de 2018/19 apenas garantia lugar na terceira pré-eliminatória da Liga dos Campeões. Mesmo vencendo fora com um golo nos minutos finais do jogo, contra o Krasnodar, a equipa russa garante, no Estádio do Dragão, a presença no play-off de acesso à fase de grupos, marcando três golos logo na primeira parte. O Porto ainda tentou correr atrás do prejuízo, com dois golos de Zé Luís e Luis Díaz, mas graças à regra dos golos fora a equipa portuguesa não teve sequer a possibilidade de discutir o resultado no prolongamento. Isto significava que pela primeira vez a seguir à conquista da Liga Europa, em 2010/11 (e pela quarta vez depois da mudança de nome) a equipa portista não estaria presente na fase de grupos da principal competição europeia. No "segundo escalão" do futebol europeu, apesar da classificação em primeiro lugar no grupo, o Porto seria eliminado nos dezasseis avos de final pelo Bayer Leverkusen, num total de 5–2.

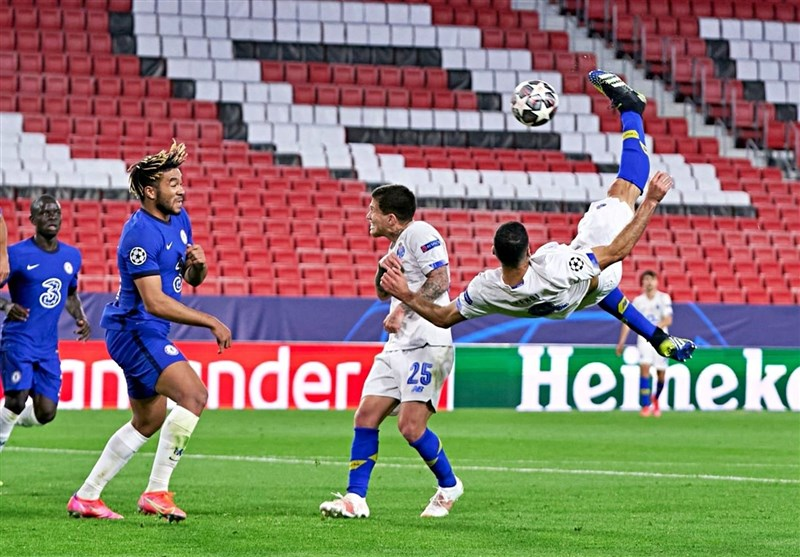
Golo de bicicleta de Mehdi Taremi, 2.º lugar do Prémio Puskas de 2021.

Na edição de 2020/21 da Liga dos Campeões, com apenas uma derrota contra o Manchester City, o FC Porto termina a fase de grupos em segundo lugar. Nos oitavos de final, a equipa portuguesa defrontou a Juventus de Cristiano Ronaldo e, pela primeira vez na história derrotou o clube italiano (2–1 na primeira mão). Este resultado garantiu ao FC Porto a sua 115ª vitória na principal competição europeia, tornando-se na equipa de futebol mais bem sucedida de Portugal neste quesito (na "era Champions"), ao deixar para trás o Benfica com 114 vitórias. Na segunda mão, desta vez em casa da Juventus, mesmo jogando com um a menos a partir do minuto 54 após a expusão de Mehdi Taremi, o Porto conseguiu aguentar os italianos e perder "só" por 3–2 (que era o suficiente para passar à próxima fase com a ajuda da regra dos golos fora de casa). Sorteado nos quartos de final contra o Chelsea, o Porto seria mesmo eliminado nesta fase da competição, tendo perdido em casa por 2–0 e, ganho 1–0 em Londres com um golo de pontapé de bicicleta Taremi (golo esse que ficou em 2.º no Prémio Puskas de 2021), já em tempo de descontos.

## Registo

### Por época
Registo do FC Porto em competições internacionais de futebol por época
| Época   | Competição                   | J   | V   | E  | D   | GM  | GS  | DG   | Ronda |
| ------- | ---------------------------- | --- | --- | -- | --- | --- | --- | ---- | ----- |
| 1956/57 | Taça dos Campeões Europeus   | 2   | 0   | 0  | 2   | 3   | 5   | -2   | RP    |
| 1959/60 | Taça dos Campeões Europeus   | 2   | 0   | 0  | 2   | 1   | 4   | -3   | RP    |
| 1962/63 | Taças das Cidades com Feiras | 2   | 0   | 1  | 1   | 1   | 2   | -1   | R1    |
| 1963/64 | Taças das Cidades com Feiras | 2   | 0   | 1  | 1   | 1   | 2   | -1   | R1    |
| 1964/65 | Taças das Taças              | 4   | 2   | 1  | 1   | 5   | 2   | +3   | R2    |
| 1965/66 | Taças das Cidades com Feiras | 4   | 2   | 1  | 1   | 3   | 6   | -3   | R2    |
| 1966/67 | Taças das Cidades com Feiras | 2   | 1   | 0  | 1   | 3   | 3   | 0    | R1    |
| 1967/68 | Taças das Cidades com Feiras | 2   | 1   | 0  | 1   | 3   | 4   | -1   | R1    |
| 1968/69 | Taças das Taças              | 4   | 2   | 1  | 1   | 5   | 7   | -2   | R2    |
| 1969/70 | Taças das Cidades com Feiras | 4   | 2   | 1  | 1   | 4   | 2   | +2   | R2    |
| 1971/72 | Taça UEFA                    | 2   | 0   | 1  | 1   | 1   | 3   | -2   | R1    |
| 1972/73 | Taça UEFA                    | 6   | 3   | 0  | 3   | 10  | 7   | +3   | R3    |
| 1974/75 | Taça UEFA                    | 4   | 1   | 0  | 3   | 5   | 6   | -1   | R2    |
| 1975/76 | Taça UEFA                    | 6   | 4   | 1  | 1   | 15  | 5   | +10  | R3    |
| 1976/77 | Taça UEFA                    | 2   | 0   | 1  | 1   | 4   | 5   | -1   | R1    |
| 1977/78 | Taças das Taças              | 6   | 3   | 1  | 2   | 10  | 10  | 0    | QF    |
| 1978/79 | Taça dos Campeões Europeus   | 2   | 1   | 0  | 1   | 5   | 7   | -2   | R1    |
| 1979/80 | Taça dos Campeões Europeus   | 4   | 2   | 1  | 1   | 3   | 2   | +1   | R2    |
| 1980/81 | Taça UEFA                    | 4   | 2   | 1  | 1   | 3   | 3   | 0    | R2    |
| 1981/82 | Taças das Taças              | 6   | 2   | 2  | 2   | 8   | 6   | +2   | QF    |
| 1982/83 | Taça UEFA                    | 4   | 3   | 0  | 1   | 6   | 6   | 0    | R2    |
| 1983/84 | Taças das Taças              | 9   | 5   | 1  | 3   | 11  | 9   | +2   | VC    |
| 1984/85 | Taças das Taças              | 2   | 1   | 0  | 1   | 4   | 4   | 0    | R1    |
| 1985/86 | Taça dos Campeões Europeus   | 4   | 2   | 1  | 1   | 5   | 3   | +2   | R2    |
| 1986/87 | Taça dos Campeões Europeus   | 9   | 7   | 1  | 1   | 21  | 5   | +16  | C     |
| 1987    | Supertaça UEFA               | 2   | 2   | 0  | 0   | 2   | 0   | +2   | C     |
| 1987    | Taça Intercontinental        | 1   | 1   | 0  | 0   | 2   | 1   | +1   | C     |
| 1987/88 | Taça dos Campeões Europeus   | 4   | 2   | 0  | 2   | 8   | 4   | +4   | R2    |
| 1988/89 | Taça dos Campeões Europeus   | 4   | 2   | 0  | 2   | 5   | 7   | -2   | R2    |
| 1989/90 | Taça UEFA                    | 6   | 4   | 0  | 2   | 11  | 7   | +4   | R3    |
| 1990/91 | Taça dos Campeões Europeus   | 6   | 3   | 2  | 1   | 18  | 4   | +14  | QF    |
| 1991/92 | Taças das Taças              | 4   | 2   | 1  | 1   | 5   | 3   | +2   | R2    |
| 1992/93 | Liga dos Campeões            | 10  | 5   | 2  | 3   | 20  | 8   | +12  | FGr   |
| 1993/94 | Liga dos Campeões            | 11  | 5   | 3  | 3   | 13  | 9   | +4   | SF    |
| 1994/95 | Taças das Taças              | 6   | 4   | 0  | 2   | 10  | 3   | +7   | QF    |
| 1995/96 | Liga dos Campeões            | 6   | 1   | 4  | 1   | 6   | 5   | +1   | FGr   |
| 1996/97 | Liga dos Campeões            | 8   | 5   | 2  | 1   | 12  | 8   | +4   | QF    |
| 1997/98 | Liga dos Campeões            | 6   | 1   | 1  | 4   | 3   | 11  | -8   | FGr   |
| 1998/99 | Liga dos Campeões            | 6   | 2   | 1  | 3   | 11  | 9   | +2   | FGr   |
| 1999/00 | Liga dos Campeões            | 14  | 7   | 2  | 5   | 19  | 17  | +2   | QF    |
| 2000/01 | Liga dos Campeões            | 2   | 0   | 1  | 1   | 0   | 1   | -1   | Q3    |
| 2000/01 | Taça UEFA                    | 10  | 4   | 4  | 2   | 11  | 6   | +5   | QF    |
| 2001/02 | Liga dos Campeões            | 16  | 6   | 3  | 7   | 24  | 19  | +5   | FGr2  |
| 2002/03 | Taça UEFA                    | 13  | 8   | 2  | 3   | 29  | 10  | +19  | C     |
| 2003    | Supertaça UEFA               | 1   | 0   | 0  | 1   | 0   | 1   | -1   | VC    |
| 2003/04 | Liga dos Campeões            | 13  | 7   | 5  | 1   | 20  | 12  | +8   | C     |
| 2004    | Supertaça UEFA               | 1   | 0   | 0  | 1   | 1   | 2   | -1   | VC    |
| 2004    | Taça Intercontinental        | 1   | 0   | 1  | 0   | 0   | 0   | 0    | C     |
| 2004/05 | Liga dos Campeões            | 8   | 2   | 3  | 3   | 6   | 10  | -4   | 1/8   |
| 2005/06 | Liga dos Campeões            | 6   | 1   | 2  | 3   | 8   | 9   | -1   | FGr   |
| 2006/07 | Liga dos Campeões            | 8   | 3   | 3  | 2   | 11  | 7   | +4   | 1/8   |
| 2007/08 | Liga dos Campeões            | 8   | 4   | 2  | 2   | 9   | 8   | +1   | 1/8   |
| 2008/09 | Liga dos Campeões            | 10  | 4   | 3  | 3   | 13  | 13  | 0    | QF    |
| 2009/10 | Liga dos Campeões            | 8   | 5   | 0  | 3   | 10  | 9   | +1   | 1/8   |
| 2010/11 | Liga Europa                  | 17  | 14  | 1  | 2   | 44  | 16  | +28  | C     |
| 2011    | Supertaça UEFA               | 1   | 0   | 0  | 1   | 0   | 2   | -2   | VC    |
| 2011/12 | Liga dos Campeões            | 6   | 2   | 2  | 2   | 7   | 7   | 0    | FGr   |
| 2011/12 | Liga Europa                  | 2   | 0   | 0  | 2   | 1   | 6   | -5   | 1/16  |
| 2012/13 | Liga dos Campeões            | 8   | 5   | 1  | 2   | 11  | 6   | +5   | 1/8   |
| 2013/14 | Liga dos Campeões            | 6   | 1   | 2  | 3   | 4   | 7   | -3   | FGr   |
| 2013/14 | Liga Europa                  | 6   | 2   | 3  | 1   | 10  | 11  | -1   | QF    |
| 2014/15 | Liga dos Campeões            | 12  | 8   | 3  | 1   | 28  | 12  | +16  | QF    |
| 2015/16 | Liga dos Campeões            | 6   | 3   | 1  | 2   | 9   | 8   | +1   | FGr   |
| 2015/16 | Liga Europa                  | 2   | 0   | 0  | 2   | 0   | 3   | -3   | 1/16  |
| 2016/17 | Liga dos Campeões            | 10  | 4   | 3  | 3   | 13  | 7   | +6   | 1/8   |
| 2017/18 | Liga dos Campeões            | 8   | 3   | 2  | 3   | 15  | 15  | 0    | 1/8   |
| 2018/19 | Liga dos Campeões            | 10  | 6   | 1  | 3   | 20  | 15  | +5   | QF    |
| 2019/20 | Liga dos Campeões            | 2   | 1   | 0  | 1   | 3   | 3   | 0    | PO1   |
| 2019/20 | Liga Europa                  | 8   | 3   | 1  | 4   | 10  | 14  | -4   | 1/16  |
| 2020/21 | Liga dos Campeões            | 10  | 6   | 1  | 3   | 15  | 9   | +6   | QF    |
| 2021/22 | Liga dos Campeões            | 6   | 1   | 2  | 3   | 4   | 11  | -7   | FGr   |
| 2021/22 | Liga Europa                  | 4   | 1   | 2  | 1   | 5   | 5   | 0    | 1/8   |
| 2022/23 | Liga dos Campeões            | 8   | 4   | 1  | 3   | 12  | 8   | +4   | 1/8   |
| 2023/24 | Liga dos Campeões            | 8   | 5   | 1  | 2   | 16  | 9   | +7   | 1/8   |
| 2024/25 | Liga Europa                  | 10  | 3   | 3  | 4   | 16  | 15  | +1   | PO2   |
| 2025    | Mundial de Clubes            |     |     |    |     |     |     |      |       |
| Total   | Total                        | 447 | 208 | 94 | 145 | 670 | 510 | +160 |       |

Legenda
- J = Jogos disputados
- V = Vitórias
- E = Empates
- D = Derrotas
- GM = Golos marcados
- GS = Golos sofridos
- DG = Diferença de golos
- RP = Ronda preliminar
- R1 = Primeira ronda
- R2 = Segunda ronda
- R3 = Terceira ronda
- Q3 = Terceira ronda de qualificação
- PO1 = Play-off (antes da fase de grupos/liga)
- FGr = Fase de grupos
- FGr2 = Segunda fase de grupos
- PO2 = Play-off (após a fase de grupos/liga)
- 1/16 = Desasseis-avos
- 1/8 = Oitavos de final
- QF = Quartos-de-final
- SF = Semi-final
- VC  = Vice-campeões
- C  = Campeões

 Atualizado em 4 de julho de 2021

### Por competição
| Competições Continentais | Competições Continentais            | Competições Continentais | Competições Continentais | Competições Continentais | Competições Continentais | Competições Continentais | Competições Continentais | Competições Continentais | Competições Continentais | Competições Continentais |
| Competição               | Competição                          | Participações            | Partidas                 | Vitórias                 | Empates                  | Derrotas                 | Golos marcados           | Golos sofridos           | Dif. de golos            | Melhor posição           |
| ------------------------ | ----------------------------------- | ------------------------ | ------------------------ | ------------------------ | ------------------------ | ------------------------ | ------------------------ | ------------------------ | ------------------------ | ------------------------ |
|                          | Liga dos Campeões da UEFA           | 36                       | 257                      | 115                      | 55                       | 87                       | 369                      | 298                      | +71                      | Vencedor                 |
|                          | Liga Europa da UEFA                 | 17                       | 104                      | 50                       | 20                       | 34                       | 174                      | 126                      | +48                      | Vencedor                 |
|                          | Supertaça da UEFA                   | 4                        | 5                        | 2                        | 0                        | 3                        | 3                        | 5                        | -2                       | Vencedor                 |
|                          | Taça das Taças Extinta              | 8                        | 41                       | 21                       | 7                        | 13                       | 58                       | 44                       | +14                      | Finalista                |
|                          | Taça das Cidades com Feiras Extinta | 6                        | 16                       | 6                        | 4                        | 6                        | 15                       | 19                       | -4                       | 2ª Eliminatória          |
| Competições Mundiais     |                                     |                          |                          |                          |                          |                          |                          |                          |                          |                          |
| Competição               | Competição                          | Participações            | Partidas                 | Vitórias                 | Empates                  | Derrotas                 | Golos marcados           | Golos sofridos           | Dif. de golos            | Melhor posição           |
|                          | Mundial de Clubes FIFA              | 1                        |                          |                          |                          |                          |                          |                          | 0                        |                          |
|                          | Taça Intercontinental Extinta       | 2                        | 2                        | 1                        | 1                        | 0                        | 2                        | 1                        | +1                       | Vencedor                 |

 Atualizado em 5 de maio de 2025

### Finais
| 16 de maio de 1984 Taça das Taças | Juventus                 | 2–1       | Porto     | Basileia, Suiça                                                                      |  |
| 20:15 CEST (UTC+01:00)            | Vignola 13' · Boniek 41' | Relatório | Sousa 29' | Estádio: St. Jakob Stadium Público: 55 000 Árbitro: Adolf Prokop (Alemanha Oriental) |  |

| 27 de maio de 1987 Taça dos Campeões Europeus | Porto                  | 2–1       | Bayern de Munique | Viena, Áustria                                                                 |  |
| 20:15 CEST (UTC+01:00)                        | Madjer 79' · Juary 81' | Relatório | Kögl 24'          | Estádio: Ernst-Happel-Stadion Público: 62 000 Árbitro: Alexis Ponnet (Bélgica) |  |

| 21 de novembro de 1987 Supertaça (1ª mão) | Ajax | 0–1                          | Porto     | Amesterdão, Países Baixos                                                 |  |
|                                           |      | Relatório[carece de fontes?] | Barros 5' | Estádio: De Meer Stadion Público: 27 000 Árbitro: Bob Valentine (Escócia) |  |

| 13 de dezembro de 1987 Taça Intercontinental | Porto                   | 2–1 (pro.) | Peñarol   | Tóquio, Japão                                                             |  |
|                                              | Gomes 41' · Madjer 110' | Relatório  | Viera 80' | Estádio: Estádio Nacional Público: 68 000 Árbitro: Franz Wöhrer (Áustria) |  |

| 13 de janeiro de 1988 Supertaça (2ª mão) | Porto     | 1–0                          | Ajax | Porto, Portugal                                                                           |  |
|                                          | Sousa 70' | Relatório[carece de fontes?] |      | Estádio: Estádio das Antas Público: 50 000 Árbitro: Aron Schmidhuber (Alemanha Ocidental) |  |

| 21 de maio de 2003 Taça UEFA | Celtic           | 2–3 (pro.) | Porto                             | Sevilha, Espanha                                                                  |  |
| 20:45 CEST (UTC+01:00)       | Larsson 47', 57' | Relatório  | Derlei 45+1' 115' · Alenichev 54' | Estádio: Estádio de La Cartuja Público: 52 972 Árbitro: Ľuboš Micheľ (Eslováquia) |  |

| 29 de agosto de 2003 Supertaça | Milan          | 1–0       | Porto | Mónaco                                                                      |  |
| 20:45 CEST (UTC+01:00)         | Shevchenko 10' | Relatório |       | Estádio: Stade Louis II Público: 16 885 Árbitro: Graham Barber (Inglaterra) |  |

| 26 de maio de 2004 Liga dos Campeões | Monaco | 0–3       | Porto                                         | Gelsenkirchen, Alemanha                                                        |  |
| 20:45 CEST (UTC+01:00)               |        | Relatório | Carlos Alberto 39' · Deco 71' · Alenichev 75' | Estádio: Veltins-Arena Público: 52 000 Árbitro: Kim Milton Nielsen (Dinamarca) |  |

| 27 de agosto de 2004 Supertaça | Porto        | 1–2       | Valencia                 | Mónaco                                                                 |  |
| 20:45 CEST (UTC+01:00)         | Quaresma 78' | Relatório | Baraja 33' · Di Vaio 67' | Estádio: Stade Louis II Público: 17 292 Árbitro: Terje Hauge (Noruega) |  |

| 12 de dezembro de 2004 Taça Intercontinental                                               | Porto | 0–0 (pro.) (8–7 pen.)                                               | Once Caldas | Yokohama, Japão                                                                               |  |
| 19:10 JST (UTC+09:00)                                                                      |       | Relatório                                                           |             | Estádio: Estádio Internacional de Yokohama Público: 60 000 Árbitro: Jorge Larrionda (Uruguai) |  |
|                                                                                            |       | Penalidades                                                         |             |                                                                                               |  |
| Diego Carlos Alberto Quaresma Maniche McCarthy Costinha Jorge Costa R. Costa Pedro Emanuel |       | Vanegas Alcázar Rojas De Nigris Fabbro Velásquez Díaz Cataño García |             |                                                                                               |  |

| 18 de maio de 2011 Liga Europa | Porto      | 1–0       | Braga | Dublin, República da Irlanda                                                      |  |
| 19:45 IST (UTC±00:00)          | Falcao 44' | Relatório |       | Estádio: Aviva Stadium Público: 45 391 Árbitro: Carlos Velasco Carballo (Espanha) |  |

| 26 de agosto de 2011 Supertaça | Barcelona                | 2–0       | Porto | Mónaco                                                                         |  |
| 20:45 CEST (UTC+01:00)         | Messi 39' · Fàbregas 88' | Relatório |       | Estádio: Stade Louis II Público: 18 048 Árbitro: Björn Kuipers (Países Baixos) |  |

Legenda
Os jogos vencidos após o tempo regulamentar (90 minutos de jogo), prolongamento (pro) ou uma disputa de grandes penalidades (pen) são destacados em verde, enquanto as derrotas são destacadas em vermelho.

## Palmarés
| Competição | Competição            | Títulos | Épocas            |
| ---------- | --------------------- | ------- | ----------------- |
|            | Liga dos Campeões     | 2       | 1986/87 e 2003/04 |
|            | Liga Europa           | 2       | 2002/03 e 2010/11 |
|            | Supertaça UEFA        | 1       | 1987              |
|            | Taça Intercontinental | 2       | 1987 e 2004       |

## Dados e estatísticas

### Jogadores

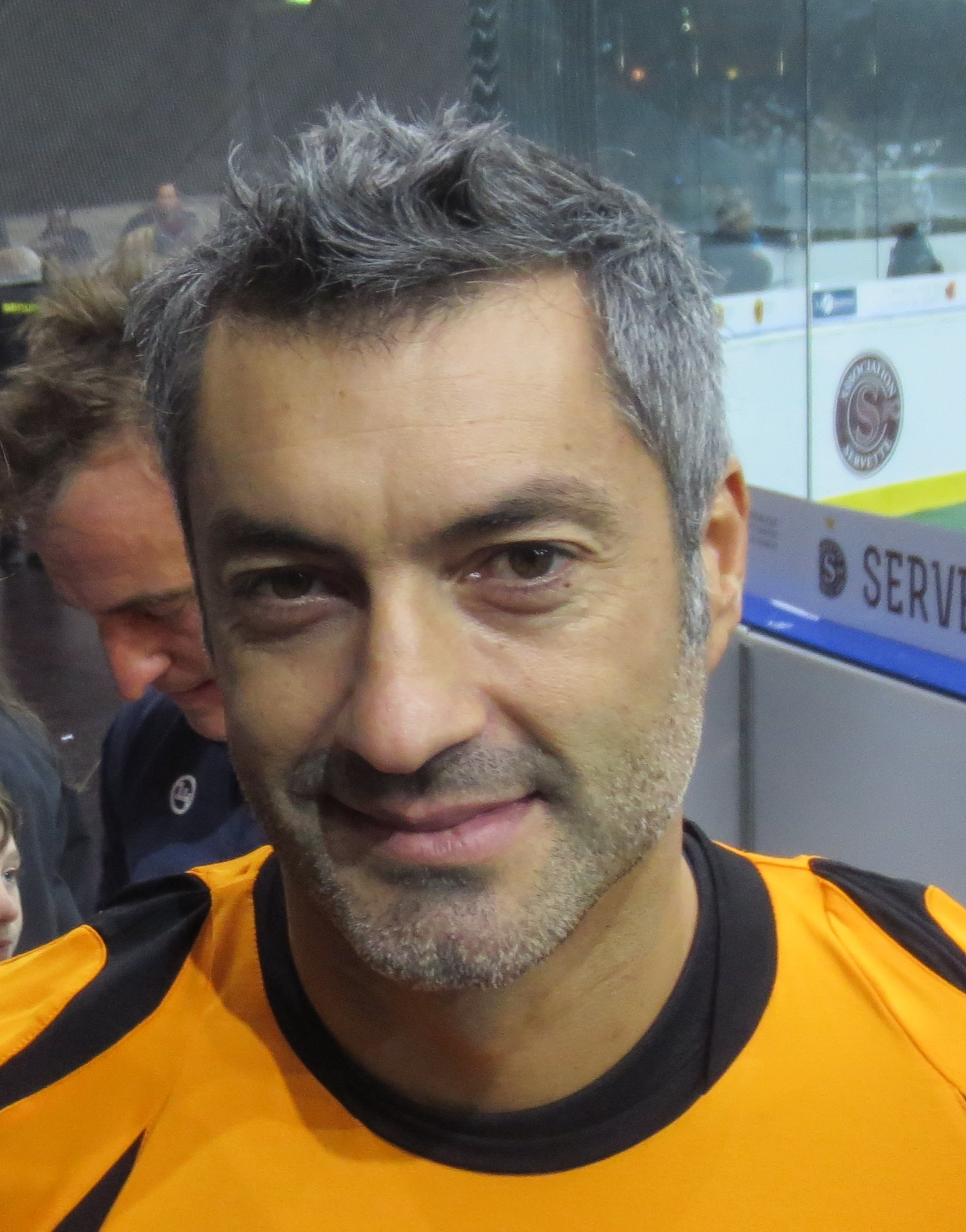
O antigo guarda redes e capitão Vítor Baía detém o recorde do clube em mais jogos em competições internacionais de clubes (99).

#### Presenças
- Mais presenças em jogos de competições internacionais: 99 – Vitor Baia;[114]
- Mais presenças consecutivas em jogos de competições internacionais: 50 – Ljubinko Drulović;[114]
- Estreante mais jovem numa competição da UEFA: Fábio Silva – 17 anos e 2 meses (contra o Young Boys na fase de grupos da Europa League, 19 de setembro de 2019);[115]
- Estreante mais jovem na Taça dos Campeões Europeus/Champions League: Rúben Neves – 17 anos, 5 meses e 7 dias (contra o Lille na primeira mão do play-off da Champions League, 20 de agosto de 2014);[116]
- Capitão mais jovem da Taça dos Campeões Europeus/Champions League: Rúben Neves – 18 anos, 7 meses e 7 dias (contra o Maccabi Tel Aviv na fase de grupos da Champions League, 20 de outubro de 2015).[a]

#### Marcadores
- Primeiro golo em competições internacionais: José Maria, contra o Athletic Club (rodada preliminar da Taça dos Campeões Europeus de 1956/57, 20 de setembro de 1956);[118]
- Marcador mais jovem velho em competições internacionais: Pepe – 40 anos, 8 meses e 10 dias (contra o Antwerp na Liga dos Campeões, 7 de novembro de 2023)[b]
- Mais golos marcados em competições internacionais: Radamel Falcao (22);[119]
- Maior número de golos em competições internacionais numa temporada: 17 – Radamel Falcao (Europa League de 2010/11).[120]

#### Títulos
- Maior número de títulos de competições internacionais de clubes: 3[121]
  - Taça UEFA de 1986/87, Supertaça Europeia de 1987 e Taça Intercontinental de 1987:
    - António André, Fernando Gomes, Augusto Inácio, Jaime Magalhães, Józef Młynarczyk, António Lima Pereira, João Pinto, Quim e António Sousa.

  - Taça UEFA de 2002/03, Liga dos Campeões de 2003/04 e Taça Intercontinental de 2004:
    - Vítor Baía, Jorge Costa, Ricardo Costa, Costinha, Derlei, Pedro Emanuel, e Maniche.

### Treinadores
- Maior número de jogos: 59 – Sérgio Conceição;[122]
- Maior número de títulos: 2 – José Mourinho e Tomislav Ivić;[123]
- Mais jovem a conquistar um título: André Villas-Boas – 33 anos, 7 meses e 1 dia (Europa League de 2010/11, 18 de maio de 2011).[124][c]

### Clube

#### Partidas
- Primeiro jogo: contra o Athletic Club (rodada preliminar da Taça dos Campeões Europeus de 1956/57, 20 de setembro de 1956);[126]
- Maior vitória em competições internacionais de clubes: 9–0 (contra o Rabat Ajax na primeira rodada da Taça dos Clubes Campeões Europeus, 17 de setembro de 1986);[127]
- Maior número de vitórias em competições internacionais numa temporada: 14 em 17 jogos (Europa League de 2010/11);[128]
- Maior número de vitórias consecutivas em competições internacionais numa temporada: 5 (Europa League de 2010/11);[129]
- Maior derrota em competições internacionais de clubes:
  - fora: 1–6 (contra o AEK Atenas, 13 de setembro de 1978, e contra o Bayern de Munique, 21 de abril de 2015);[130]
  - em casa: 0–5 (contra o Liverpool, 14 de fevereiro de 2018)[131]

#### Golos
- Mais golos marcados numa temporada em competições internacionais: 44 em 17 jogos (Europa League de 2010/11).[132]